# Chimie organometalică

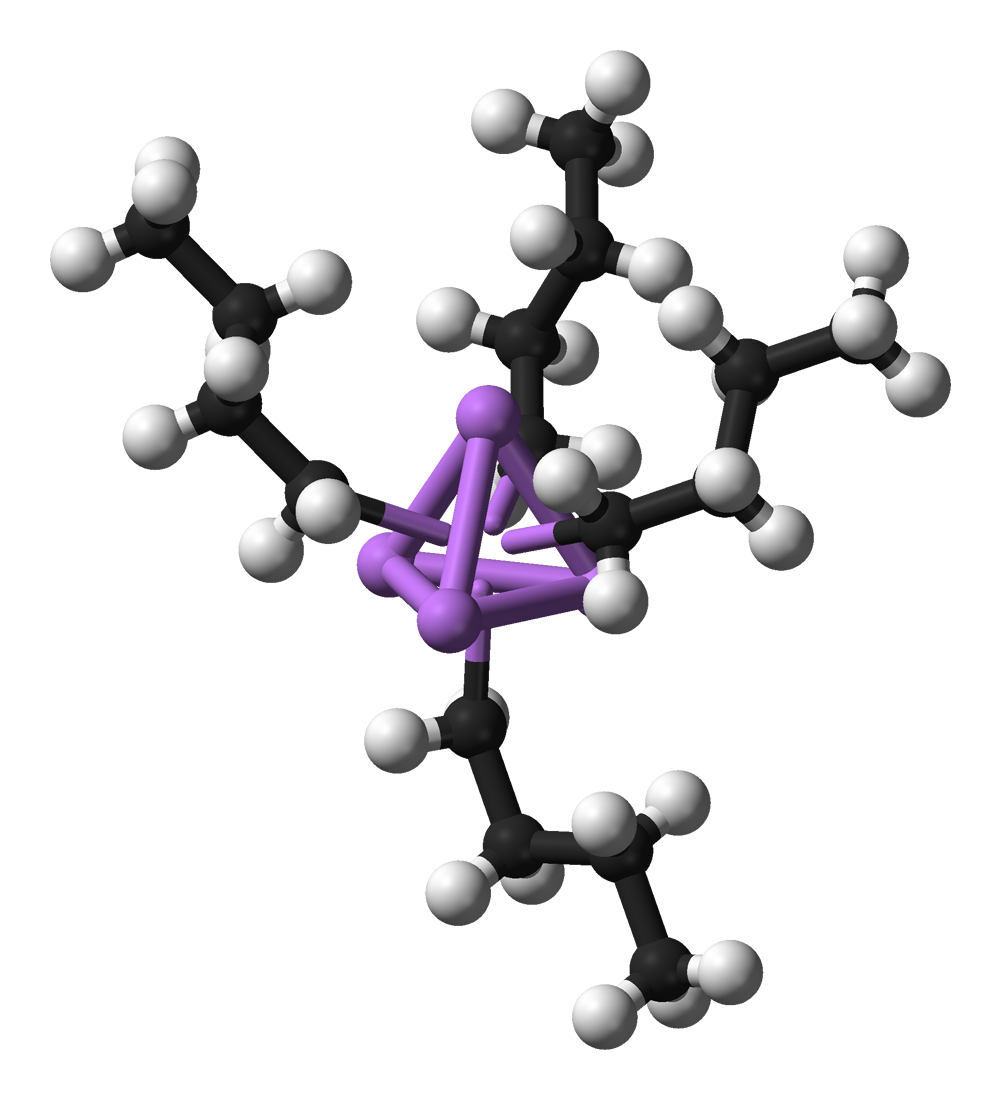
n-butillitiu, un compus organometalic. Patru atomi de litiu (în mov) formează un tetraedru, iar patru grupe butil sunt atașate de fețe (carbonul este negru, hidrogenul este alb).

Chimia organometalică este ramura chimiei care se ocupă cu studiul compușilor chimici care conțin cel puțin o legătură între un atom de carbon dintr-un compus organic și un metal. Chimia organometalică combină aspecte din cele două mari ramuri tradiționale ale chimiei descriptive, anume chimia organică și cea anorganică.
Compușii organometalici sunt utilizați pe larg în cataliza omogenă.